# Martí Riera (ciclista)
Martí Riera Roura (2003) es un deportista español que compite en ciclismo en la modalidad de trials. Ganó una medalla de oro en el Campeonato Mundial de Trials de 2021, en la prueba de equipo mixto.

## Palmarés internacional
| Campeonato Mundial | Campeonato Mundial | Campeonato Mundial | Campeonato Mundial |
| Año                | Lugar              | Medalla            | Competición        |
| ------------------ | ------------------ | ------------------ | ------------------ |
| 2021               | Vic ( España)      | Medalla de oro     | Equipo mixto       |